# Donji Stoliv
Donji Stoliv este un sat din comuna Kotor, Muntenegru. Conform datelor de la recensământul din 2003, localitatea are 336 de locuitori (la recensământul din 1991 erau 330 de locuitori).

## Demografie
În satul Donji Stoliv locuiesc 261 de persoane adulte, iar vârsta medie a populației este de 41,2 de ani (40,4 la bărbați și 41,8 la femei). În localitate sunt 122 de gospodării, iar numărul mediu de membri în gospodărie este de 2,75.
Populația localității este foarte eterogenă.
|  |

| Demografie | Demografie | Demografie |
| An         | Locuitori  | Locuitori  |
| ---------- | ---------- | ---------- |
|            |            |            |
|            |            |            |
|            |            |            |
|            |            |            |
| 1948       | 232        |            |
| 1953       | 256        |            |
| 1961       | 289        |            |
| 1971       | 340        |            |
| 1981       | 354        |            |
| 1991       | 330        | 321        |
| 2003       | 355        | 336        |

| \| Componența etnică conform recensământului din 2003[2] \| Componența etnică conform recensământului din 2003[2] \| Componența etnică conform recensământului din 2003[2] \| Componența etnică conform recensământului din 2003[2] \| Componența etnică conform recensământului din 2003[2] \| \| ----------------------------------------------------- \| ----------------------------------------------------- \| ----------------------------------------------------- \| ----------------------------------------------------- \| ----------------------------------------------------- \| \| \| \| \| \| \| \| Muntenegreni \| Muntenegreni \| \| 95 \| 28,27% \| \| Sârbi \| Sârbi \| \| 84 \| 25% \| \| Croați \| Croați \| \| 54 \| 16,07% \| \| Sloveni \| Sloveni \| \| 2 \| 0,59% \| \| Germani \| Germani \| \| 1 \| 0,29% \| \| necunoscută \| necunoscută \| \| 2 \| 0,59% \| |              |  |    |        |
| Componența etnică conform recensământului din 2003 |              |  |    |        |
| |              |  |    |        |
| Muntenegreni | Muntenegreni |  | 95 | 28,27% |
| Sârbi | Sârbi        |  | 84 | 25%    |
| Croați | Croați       |  | 54 | 16,07% |
| Sloveni | Sloveni      |  | 2  | 0,59%  |
| Germani | Germani      |  | 1  | 0,29%  |
| necunoscută | necunoscută  |  | 2  | 0,59%  |